# Акубардія Бадрі Рабоєвич
Ба́дрі Рабо́євич Акуба́рдія (груз. ბადრი აქუბარდია; нар. 11 січня 1993, Пічорі, Грузія) — український футболіст, захисник. Грав за молодіжну збірну України.

## Біографія

### Ранні роки
Народився в селі Пічорі в Грузії. У чотири роки разом із батьками перебрався до України через війну. В Україні родина поселилась у місті Бахмачі Чернігівської області, де в батька Бадрі жили родичі.
Спробувавши свої сили в музиці, карате та навіть танцях, Бадрі все ж віддав перевагу футболу, яким непрофесійно займався його батько. Перші кроки у футболі Бадрі почав робити в Бахмачі. Там, під наглядом Володимира Петровича Стецюка, він займався футболом до 8-го класу, після чого опинився у спортивному інтернаті у Броварах, де надовго не затримався й був уключений до київського Республіканського вищого училища фізичної культури (РВУФК), де Бадрі навчався футбольної майстерності під керівництвом Дмитра Олександровича Назаренка.

### «Динамо»
2009 року Акубардію помітили тренери ДЮФШ «Динамо» ім. Валерія Лобановського Павло Олександрович Невєров та Юрій Петрович Єськін, які й запросили перспективного юнака в «Динамо». Пробувши в Академії лише рік, вже влітку 2010 року Акубардія полетів на Кіпр на збори з дублюючим складом. З тих самих пір він і почав виступати за молодіжну команду.
У молодіжному складі «Динамо» молодий лівий захисник дебютував 16 липня 2010 року в матчі з молодіжним складом «Таврії» (2:0). З того часу Бадрі став основним гравцем «молодіжки», провівши за три сезони 61 гру в молодіжній першості. А 28 жовтня 2012 року Акубардія навіть потрапив у заявку на матч 13 туру чемпіонату України 2012/13 з «Іллічівцем», проте на поле так і не вийшов.
Улітку 2013 року тренер «молодіжки» Олександр Хацкевич очолив другу динамівську команду, що грала в Першій лізі. Із собою він узяв низку гравців, зокрема й Бадрі. У професіональних змаганнях дебютував 14 липня 2013 року у виїзному матчі проти чернігівської «Десни», який завершився внічию 0:0, а Акубардія провів на полі всі 90 хвилин.

### «Зугдіді»
Наприкінці серпня 2016 року став гравцем грузинського клубу «Зугдіді».

### «Гомель»
20 серпня 2018 року став гравцем клубу «Гомель».

### «Полісся»
У зимове міжсезоння 2020/2021 приєднався до житомирського «Полісся».

### Збірна
Із 2010 по 2012 рік виступав за юнацькі збірні України усіх вікових категорій.
Із 2012 по 2013 рік грав за молодіжну збірну України. На початку 2013 року був викликаний тренером Сергієм Ковальцем для гри в молодіжній збірній на Кубку Співдружності, на якому зіграв у чотирьох матчах, допомігши збірній стати фіналістом змагань.

## Цікаві факти
- Кумиром футболіста є лівий захисник португалець Фабіу Коентрау.